# Bashar Abdullah
Bashar Abdullah, född 12 oktober 1977 i Kuwait City, är en före detta fotbollsspelare. Under sin karriär gjorde han 75 mål på 133 landskamper för Kuwaits landslag. Han har deltagit i tre upplagor av Asiatiska mästerskapet och var med i OS 2000.
På klubblagsnivå tillhörde han under 16 år Al-Salmiya i sitt hemland och vann under tiden ligan tre gånger.